# Baeocistina
| Struttura chimica della Baeocistina |                                                         |
| Struttura 3D                        |                                                         |
| Baeocistina                         |                                                         |
| Nome chimico                        | 3-[2-(metilammonio)etil]-1H-indol-4-yl idrogeno fosfato |
| Formula chimica                     | C11H15N2O4P                                             |
| Numero CAS                          | 21420-58-6                                              |
| Peso molecolare                     | 270.28                                                  |

La baeocistina è una triptammina psichedelica dalla struttura chimica correlata a quella della psilocibina e in modo ancora più marcato della norbaeocistina, e dagli effetti e dosi quasi identici.
È presente in concentrazioni dallo 0,1% a 0,36%.
Si trova in dosi sufficienti negli Psilocybe baeocystis ed in ceppi di Basidiomiceti dei
generi Psilocybe, Stropharia, Conocybe, Copelandia e Panaeolus.